# Proctorværdi
Proctorværdien er et udtryk for, hvor meget et materiale kan komprimeres ved en given fugtighed. Den beregnes ved en standardtest på følgende vilkår:
- en 4,5 kg jordprøve med et 5 % vandindhold
- en faldhammer på 2,5 kg, der udløses 25 gange fra 30 cm højde
- massetætheden beregnes ved vejning efter komprimering
- forsøget gentages med stigende vandindhold
- de indsamlede tal for massetæthed plottes ud som en ’’proctorkurve’’

Kurven viser den maksimale massetæthed, som jorden kan komprimeres til ved en standard indstampning. Kurven viser også, hvad der er det mest gunstige vandindhold i jorden, når den skal komprimeres maksimalt. 
Hvis jorden er mere tør eller mere fugtig bliver komprimeringen mere besværlig. En smule vand ”smører” jordpartiklerne, så det bliver lettere at presse dem ind mellem hinanden, men for meget vand opfanger belastningen med en fjedervirkning, som vil forsvinde, når jorden bliver tør. Det vil i sin tur medføre uønskede sætninger i jorden.
En proctorværdi på 100% udtrykker, at materialet er komprimeret til samme den maksimale tæthed angivet af proctorkurven. Som regel stilles der krav om en mindre tæthed efter komprimering, f.eks. proctorværdi = 93%.